# Vṛtti
Vṛtti (lett. dal sanscrito "vortice", o "attività circolare senza inizio né fine") è un termine che nell'induismo (in particolare nelle correnti dello yoga) definisce le onde di pensieri che la mente genera in modo incessante ed inconsapevole, e che ne impediscono il vero utilizzo, cioè come mezzo per realizzare l'anima. Sono ciò che costituisce la frenetica attività della mente, ed essendo la conseguenza di un uso improprio di questo strumento, invece di liberare, per la legge di causa-effetto le vritti agiscono karmicamente legando ancora di più l'anima al mondo manifesto.
Il raja yoga è il tipo di yoga che insegna a raggiungere la liberazione (moksha) tramite la padronanza della mente ed il controllo delle vritti.
Patañjali diceva: "yogaś citta vṛtti nirodhaḥ" ovvero "lo yoga quieta (nirodha) i vortici (vṛtti) della mente (citta)".
Le 5 vritti principali, secondo quanto scritto nello Yoga Sūtra di Patañjali, sono: giusta coscienza, errata coscienza, fantasia o immaginazione, sonno, memoria. 
Queste alterazioni, ad eccezione della prima vritti, che sarebbe l'unica positiva, provocano delle onde di pensiero dalle quali scaturiscono le distrazioni e le illusioni che provocano agitazione, frustrazione, delusione e dolore.